# 瀬戸彬仁
瀬戸 彬仁（せと あきひと、1981年10月29日 - ）は、広島県広島市出身の元プロフットサル選手。2007年にフットサル日本代表に選出されている。現役引退後の2015年からはシュライカー大阪アンバサダーを務めている。

## 経歴
大阪府茨木市の天王学園幼稚園でサッカーを始める。親の転勤で広島に移り、森島 寛晃、木村和司などを輩出した大河FCに入団。広島皆実高校では1998年に全国高校サッカー選手権大会出場、1999年にインターハイにて全国優勝。2学年上に的場千尋、1学年上に朝日大輔、同学年に秦賢二、1学年下に柴村直弥、堀健人らがいた。
大阪経済大学体育会サッカー部を経て、2004年よりMAG'S FUTSAL CLUB（2007年よりシュライカー大阪に改称）でプレー。2007年にフットサル日本代表に選出。全日本選手権に2回（2010年、2012年）、オーシャンアリーナカップに2回（2008年、2009年）優勝した。Fリーグ通算成績は170試合出場28得点。2015年シーズにはチームキャプテンを務め、同年2月23日、2015/2016シーズン限りでの現役引退がクラブより発表された。
2015年5月、シュライカー大阪のアンバサダーに就任し
、「CAOSフットサルスクール」の代表、「一般社団法人 地域スポーツ教育CSR」の代表理事を務める。

## 所属クラブ
- 天王学園SC (大阪府茨木市)[3]
- 大河FC (広島市)[3]
- 広島皆実高校[3]
- 2000年 - 2004年 : 大阪経済大学[3]
- 2004年 - 2015年 : MAG'S FUTSAL CLUB / シュライカー大阪

## 人物
元フットサル日本代表、ポリパレントなプレースタイルで数多くのタイトル獲得に貢献。
引退後は「フットサルで子供が夢を見れる環境作りに取り組む」と同時に同クラブの育成マネージャーとしてスクールトレーニングメソッドの構築、指導者の育成など統括的に携わる。
代表を務める「CAOSフットサルスクール」では、独自の理論に基づいた育成カリキュラムと高い指導力にて、サッカー・フットサル選手を目指す多くの子供達へ夢実現のサポートをしている。

## 個人成績
| 国内大会個人成績 | 国内大会個人成績 | 国内大会個人成績 | 国内大会個人成績 | 国内大会個人成績 | 国内大会個人成績 | 国内大会個人成績      | 国内大会個人成績      | 国内大会個人成績 | 国内大会個人成績 | 国内大会個人成績 | 国内大会個人成績 |
| 年度             | クラブ           | 背番号           | リーグ           | リーグ戦         | リーグ戦         | リーグ杯              | リーグ杯              | オープン杯       | オープン杯       | 期間通算         | 期間通算         |
| 年度             | クラブ           | 背番号           | リーグ           | 出場             | 得点             | 出場                  | 得点                  | 出場             | 得点             | 出場             | 得点             |
| 日本             | 日本             | 日本             | 日本             | リーグ戦         | リーグ戦         | オーシャン アリーナ杯 | オーシャン アリーナ杯 | 全日本選手権     | 全日本選手権     | 期間通算         | 期間通算         |
| ---------------- | ---------------- | ---------------- | ---------------- | ---------------- | ---------------- | --------------------- | --------------------- | ---------------- | ---------------- | ---------------- | ---------------- |
| 2004             | MAG'S            |                  | 関西             |                  |                  | -                     | -                     |                  |                  |                  |                  |
| 2005             | MAG'S            |                  | 関西             |                  |                  | -                     | -                     |                  |                  |                  |                  |
| 2006             | MAG'S            |                  | 関西             |                  |                  | -                     | -                     |                  |                  |                  |                  |
| 2007-08          | 大阪             | 15               | Fリーグ          | 19               | 4                | -                     | -                     |                  |                  |                  |                  |
| 2008-09          | 大阪             | 19               | Fリーグ          | 13               | 5                |                       |                       |                  |                  |                  |                  |
| 2009-10          | 大阪             | 19               | Fリーグ          |                  |                  |                       |                       |                  |                  |                  |                  |
| 2010-11          | 大阪             | 19               | Fリーグ          |                  |                  |                       |                       |                  |                  |                  |                  |
| 2011-12          | 大阪             | 19               | Fリーグ          | 20               | 4                | 4                     | 0                     |                  |                  |                  |                  |
| 2012-13          | 大阪             | 19               | Fリーグ          |                  |                  |                       |                       |                  |                  |                  |                  |
| 通算             | 日本             | 日本             | Fリーグ          |                  |                  |                       |                       |                  |                  |                  |                  |
| 通算             | 日本             | 日本             | 関西             |                  |                  | -                     | -                     |                  |                  |                  |                  |
| 総通算           |                  |                  |                  |                  |                  |                       |                       |                  |                  |                  |                  |

- Fリーグ初出場 - 2007年9月23日第1節 vsペスカドーラ町田 (代々木)
- Fリーグ初得点 - 2007年10月7日第3節 vsステラミーゴいわて花巻 (舞洲アリーナ)
- Fリーグ通算170試合出場　28得点
- 2007年フットサル 日本代表

## タイトル
広島皆実高校
●全国高等学校総合体育大会サッカー競技大会：1999
MAG'S FUTSAL CLUB / シュライカー大阪
関西フットサルリーグ：2003、2004、2005、2006
Fリーグ オーシャンカップ：2008、2009
全日本フットサル選手権大会：2010、2012